# 毛俠 (電影)
《毛俠》（英語：Paws Men）為一部2018年出品的香港電影，同時也是香港首部以保護動物為題材的電影。電影由監制陳達仁發起及策劃統籌，區焯文執導，第28屆香港金像獎最佳編劇呂筱華編劇，並由新演員陳達仁、安采妮、區焯文、李兆麟主演，並成功邀請劉以達、陳麗雲、林盛斌、陳逸寧、林耀聲等參演，而深水埗明哥陳灼明及毛孩守護者創辦人陸家捷亦客串出場。
電影以本地志願慈善動物保護組織「毛孩守護者」的真實個案為創作骨幹改篇，透過不同故事，引導觀眾反思，從而帶出愛護動物、尊重生命的訊息，期望可令大眾關注動物權益。

## 演員
| 演員   | 角色           | 簡介 |
| 林盛斌 | 肥波           | 餐廳店主，傳聞其餐廳販賣狗肉，深夜更傳出狗隻淒厲哀嗚聲，但最後發現這個冷血屠夫其實不太冷。                                                                             |
| 劉以達 | 流浪漢「醫師」 | 與流浪狗「超人」相依為命，惟人狗卻不幸意外失散。故事刻劃出超越物種的友誼，令人動容。                                                                                   |
| 陳麗雲 | 三婆           | 三婆一家本對唐狗「馬拉糕」寵愛有加，卻因一宗不幸事件令情況扭轉。 |
| 陳逸寧 | 林雅如         | 漁農自然護理署的政府部門人員，經常因立場不同而與前男友達仁周旋。 |
| 林耀聲 | 劉亞全         | 投訴惡霸，常因對狗隻存有偏見而頻頻向政府部門投訴，令不少無人認養的狗隻最後被人道毀滅。                                                                                 |
| 陳達仁 | 達仁           | 毛俠主腦，喃嘸師傅，指揮毛俠隊員理智處理救助狗隻的每一個案，同時也是漁農自然護理署二級督察林雅如(陳逸寧)的前度男友，透露出政府部門與志願團體理性與情感之間的矛盾角力。 |
| 安采妮 | 采妮           | 毛俠成員，水果攤東主的女兒，個性富正義感，喜愛小鮮肉網頁，專門負責駕駛客貨車出動處理求助狗隻營救行動。                                                                 |
| 區焯文 | 海狗           | 毛俠成員，士多東主，誓死不使用智能電話，性格衝動易怒，但卻愛狗深切，長期徘徊踏界邊緣。                                                                                 |
| 李兆麟 | 基斯           | 毛俠成員，教會傳道人，文質彬彬，常被其他毛俠成員作弄，非常不怕吃虧，樂於助人亦樂於助狗，喜歡運用聖經經文軟化他人的心。                                                 |

## 外部連結
- 毛俠 - 香港首部動保大電影的Facebook專頁
- 香港影庫上《毛俠》的資料（繁體中文）
- 豆瓣电影上《毛俠》的資料 （简体中文）
- 时光网上《毛俠》的資料（简体中文）
- 互联网电影数据库（IMDb）上《Paws-Men》的资料（英文）